# Patu bicorniventris
Patu bicorniventris is een spinnensoort uit de familie Symphytognathidae. De soort komt voor in China.